# Piptocarpha isotrichia
Piptocarpha isotrichia là một loài thực vật có hoa trong họ Cúc. Loài này được (DC.) Cabrera & Vittet miêu tả khoa học đầu tiên năm 1961.